# Rolf Bernhard Hauff
Rolf Bernhard Hauff (* 21. Juli 1953) ist ein deutscher Paläontologe und Museumsdirektor.
Hauff ist der Sohn des Gründers des Urweltmuseums Hauff, Bernhard Hauff junior und Enkel von Bernhard Hauff.
Er studierte ab 1974 Geologie an der Eberhard-Karls-Universität in Tübingen. Danach widmete er sich der Leitung des Familien-Museums, zunächst mit seinem Vater, mit dem er auch 1981 eine Neuausgabe von dessen Holzmaden-Buch herausbrachte. Seit 1990 leitet er das Museum mit seiner Ehefrau Ute. Anfang der 1990er Jahre wurde das Museum erweitert. Es erhielt 2000 einen angeschlossenen Dinosaurierpark.
Er erstbeschrieb mit dem Professor in Hannover Detlev Thies Dapedium stollorum Thies & Hauff 2011

## Schriften
- mit Bernhard Hauff: Das Holzmadenbuch, Hauff-Stiftung 1981
- mit Detlev Thies, Henning Zellmer, Carmen Heunisch, Urs Hochsprung: Jurameer: Niedersachsens versunkene Urwelt, Staatliches Naturhistorisches Museum Braunschweig, Pfeil 2014
- Urwelt-Museum Hauff: Leben im Jurameer, 1997
- mit D. Thies und Beitrag von A. Herzog: A neotype for Dapedium caelatum QUENSTEDT, 1858 (Actinopterygii, Neopterygii, Semionotiformes) from the Early Jurassic (Early Toarcian) of South Germany, Geologica et Palaeontologica, 42, 2008, S. 23–38